# Estación de Meggen
La estación de Meggen es una estación ferroviaria de la comuna suiza de Meggen, en el Cantón de Lucerna.

## Historia y situación
La estación de Meggen fue inaugurada en el año 1897, con la puesta en servicio de la línea Lucerna - Immensee, que servía de conexión a Lucerna con la línea Immensee - Chiasso, más conocida como la línea del Gotardo.
Se encuentra ubicada en el centro del núcleo urbano de Meggen. Cuenta dos andenes centrales a los que acceden dos vías pasantes y una vía muerta, y además también hay una derivación a una fábrica en el noreste de la estación. Desde 2006 existe una nueva estación en la localidad, Meggen Zentrum, que cuenta con una ubicación más céntrica.
En términos ferroviarios, la estación se sitúa en la línea Lucerna - Immensee. Sus dependencias ferroviarias colaterales son la estación de Meggen Zentrum hacia Lucerna, y la estación de Merlischachen en dirección Immensee.

## Servicios ferroviarios
Los servicios ferroviarios de esta estación están prestados por SBB-CFF-FFS.

## S-Bahn Lucerna
Por la estación pasa una línea de la red de trenes de cercanías S-Bahn Lucerna.
- S 3 Lucerna - Lucerna Verkehrshaus - Meggen - Küssnacht am Rigi - Arth-Goldau - Brunnen - Erstfeld.